# Rafael Capote
Rafael Capote (ur. 18 września 1987 w Hawanie) – katarski piłkarz ręczny, występujący na pozycji lewego rozgrywającego w reprezentacji Kataru. Uczestnik Mistrzostw Świata 2023, olimpijczyk.

## Statystyki

### Reprezentacyjne
Na podstawie:
| Rok  | Bramki |
| ---- | ------ |
| 2014 | 12     |
| 2015 | 17     |
| 2016 | 18     |
| 2017 | 32     |
| 2019 | 17     |
| 2021 | 48     |
| 2023 | 12     |